# Eduard Bello
Eduard Alexander Bello Gil (Cúa, 20 gennaio 1995) è un calciatore venezuelano, centrocampista dell'Universidad Católica in prestito dal Barcelona SC.

## Caratteristiche tecniche
È un trequartista.

## Carriera

### Club
Ha esordito fra i professionisti il 22 settembre 2013 in occasione del match di campionato perso 2-0 contro il Tucanes.

### Nazionale
Ha esordito con la nazionale venezuelana il 12 settembre 2018 in occasione dell'amichevole vinta 2-1 contro Panama.

## Statistiche

### Cronologia presenze e reti in nazionale
| Cronologia completa delle presenze e delle reti in nazionale ― Venezuela | Cronologia completa delle presenze e delle reti in nazionale ― Venezuela | Cronologia completa delle presenze e delle reti in nazionale ― Venezuela | Cronologia completa delle presenze e delle reti in nazionale ― Venezuela | Cronologia completa delle presenze e delle reti in nazionale ― Venezuela | Cronologia completa delle presenze e delle reti in nazionale ― Venezuela | Cronologia completa delle presenze e delle reti in nazionale ― Venezuela | Cronologia completa delle presenze e delle reti in nazionale ― Venezuela |
| Data                                                                     | Città                                                                    | In casa                                                                  | Risultato                                                                | Ospiti                                                                   | Competizione                                                             | Reti                                                                     | Note                                                                     |
| ------------------------------------------------------------------------ | ------------------------------------------------------------------------ | ------------------------------------------------------------------------ | ------------------------------------------------------------------------ | ------------------------------------------------------------------------ | ------------------------------------------------------------------------ | ------------------------------------------------------------------------ | ------------------------------------------------------------------------ |
| 11-9-2018                                                                | Panama                                                                   | Panama                                                                   | 0 – 2                                                                    | Venezuela                                                                | Amichevole                                                               | -                                                                        | 78’                                                                      |
| 16-10-2018                                                               | Barcellona                                                               | Emirati Arabi Uniti                                                      | 0 – 2                                                                    | Venezuela                                                                | Amichevole                                                               | -                                                                        | 57’                                                                      |
| 5-9-2021                                                                 | Lima                                                                     | Perù                                                                     | 1 – 0                                                                    | Venezuela                                                                | Qual. Mondiali 2022                                                      | -                                                                        | 83’                                                                      |
| 9-9-2021                                                                 | Asunción                                                                 | Paraguay                                                                 | 2 – 1                                                                    | Venezuela                                                                | Qual. Mondiali 2022                                                      | -                                                                        | 22’                                                                      |
| 7-10-2021                                                                | Caracas                                                                  | Venezuela                                                                | 1 – 3                                                                    | Brasile                                                                  | Qual. Mondiali 2022                                                      | -                                                                        | 59’ 79’                                                                  |
| 10-10-2021                                                               | Caracas                                                                  | Venezuela                                                                | 2 – 1                                                                    | Ecuador                                                                  | Qual. Mondiali 2022                                                      | 1                                                                        | 88’                                                                      |
| 14-10-2021                                                               | Santiago del Cile                                                        | Cile                                                                     | 3 – 0                                                                    | Venezuela                                                                | Qual. Mondiali 2022                                                      | -                                                                        | 61’                                                                      |
| 16-11-2021                                                               | Caracas                                                                  | Venezuela                                                                | 1 – 2                                                                    | Perù                                                                     | Qual. Mondiali 2022                                                      | -                                                                        | 70’                                                                      |
| 1-6-2022                                                                 | Ta' Qali                                                                 | Malta                                                                    | 0 – 1                                                                    | Venezuela                                                                | Amichevole                                                               | -                                                                        | 80’                                                                      |
| 9-6-2022                                                                 | Murcia                                                                   | Arabia Saudita                                                           | 0 – 1                                                                    | Venezuela                                                                | Amichevole                                                               | -                                                                        | 46’                                                                      |
| 24-3-2023                                                                | Gedda                                                                    | Arabia Saudita                                                           | 1 – 2                                                                    | Venezuela                                                                | Amichevole                                                               | -                                                                        | 71’                                                                      |
| 28-3-2023                                                                | Gedda                                                                    | Uzbekistan                                                               | 1 – 1                                                                    | Venezuela                                                                | Amichevole                                                               | -                                                                        | 42’ 70’                                                                  |
| 12-10-2023                                                               | Cuiabá                                                                   | Brasile                                                                  | 1 – 1                                                                    | Venezuela                                                                | Qual. Mondiali 2026                                                      | 1                                                                        | 79’                                                                      |
| 17-10-2023                                                               | Maturín                                                                  | Venezuela                                                                | 3 – 0                                                                    | Cile                                                                     | Qual. Mondiali 2026                                                      | -                                                                        | 46’                                                                      |
| 22-6-2024                                                                | Santa Clara                                                              | Ecuador                                                                  | 1 – 2                                                                    | Venezuela                                                                | Coppa America 2024 - 1º turno                                            | 1                                                                        | 46’                                                                      |
| 26-6-2024                                                                | Inglewood                                                                | Venezuela                                                                | 1 – 0                                                                    | Messico                                                                  | Coppa America 2024 - 1º turno                                            | -                                                                        | 71’                                                                      |
| 30-6-2024                                                                | Austin                                                                   | Giamaica                                                                 | 0 – 3                                                                    | Venezuela                                                                | Coppa America 2024 - 1º turno                                            | 1                                                                        |                                                                          |
| 5-7-2024                                                                 | Arlington                                                                | Venezuela                                                                | 1 – 1 (3 - 4 dtr)                                                        | Canada                                                                   | Coppa America 2024 - Quarti di finale                                    | -                                                                        | 84’                                                                      |
| 10-9-2024                                                                | Maturín                                                                  | Venezuela                                                                | 0 – 0                                                                    | Uruguay                                                                  | Qual. Mondiali 2026                                                      | -                                                                        | 59’                                                                      |
| 15-10-2024                                                               | Asunción                                                                 | Paraguay                                                                 | 2 – 1                                                                    | Venezuela                                                                | Qual. Mondiali 2026                                                      | -                                                                        | 79’ 87’                                                                  |
| 14-11-2024                                                               | Maturin                                                                  | Venezuela                                                                | 1 – 1                                                                    | Brasile                                                                  | Qual. Mondiali 2026                                                      | -                                                                        | 80’                                                                      |
| 21-3-2025                                                                | Quito                                                                    | Ecuador                                                                  | 2 – 1                                                                    | Venezuela                                                                | Qual. Mondiali 2026                                                      | -                                                                        |                                                                          |
| 6-6-2025                                                                 | Maturín                                                                  | Venezuela                                                                | 2 – 0                                                                    | Bolivia                                                                  | Qual. Mondiali 2026                                                      | -                                                                        | 87’                                                                      |
| 10-6-2025                                                                | Montevideo                                                               | Uruguay                                                                  | 2 – 0                                                                    | Venezuela                                                                | Qual. Mondiali 2026                                                      | -                                                                        | 46’                                                                      |
| Totale                                                                   |                                                                          | Presenze                                                                 | 24                                                                       |                                                                          | Reti                                                                     | 4                                                                        |                                                                          |